# Герхардт, Пауль (теолог)
Пауль Герхардт (нем. Paul Gerhardt; 12 марта 1607, Грефенхайнихен, Саксония — 27 мая 1676, Люббен) — немецкий лютеранский теолог и наряду с Мартином Лютером самый значительный автор текстов духовных лютеранских песнопений.

## Биография
Отец Пауля Герхардта был довольно значительным лицом в городе (его даже избрали одним из трёх бургомистров). Но трудности, принёсённые Тридцатилетней войной, не обошли и семью Герхардта. Он довольно рано лишился обоих родителей. В 1622—1627 годах он учился в школе Св. Августина в Гримме, дававшей солидное гуманитарное образование. С 1628 года изучал теологию в Виттенбергском университете.

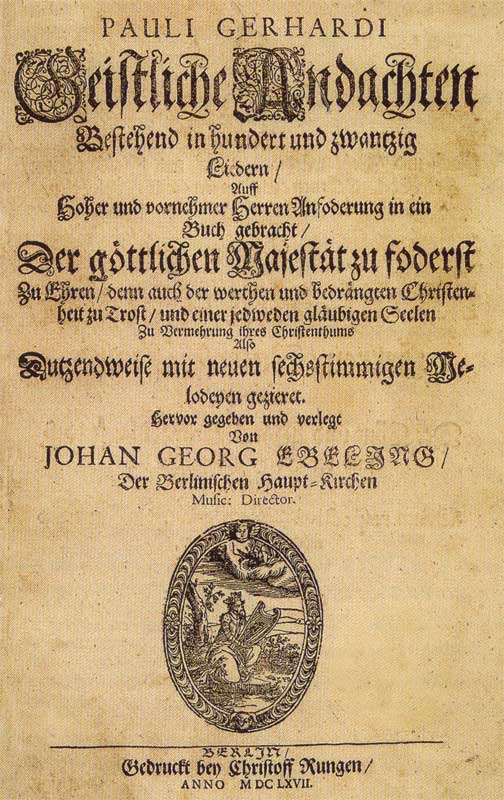
Пауль Герхардт. Духовные песнопения, 1667

В 1643 году стал домашним учителем в столице Германии городе Берлине. Примерно тогда же Герхардт начал писать стихотворения, которые должны были вселять мужество и надежду в людей, страдавших от Тридцатилетней войны. В Берлине он сблизился с кантором церкви Святого Николая Иоганном Крюгером. Крюгер был издателем сборника духовных песнопений «Praxis Pietatis Melica» (несколько изданий), в который вошли и тексты Пауля Герхардта.
С 1651 года Герхардт был пробстом в Миттенвальде, в 1657—1667 годах – диаконом в церкви Святого Николая в Берлине. Последнего поста он лишился из-за отказа подписать эдикт толерантности Великого Курфюрста, идейного кальвиниста, неприемлемый с точки зрения лютеран. В том же году Иоганн Георг Эбелинг, преемник Крюгера на посту кантора церкви Святого Николая, осуществил полное издание песнопений Герхардта. С 1669 года и до конца жизни Пауль Герхардт был архидиаконом церкви Святого Николая в Люббене.

## Творчество
Невзгоды Тридцатилетней войны наложили свой отпечаток на творчество Пауля Герхардта, который старался утверждать в своих стихотворениях терпение, доверие и надежду. При этом в его текстах обозначился переход от объективного к субъективному, от общей молитвы к личному обращению к Богу.

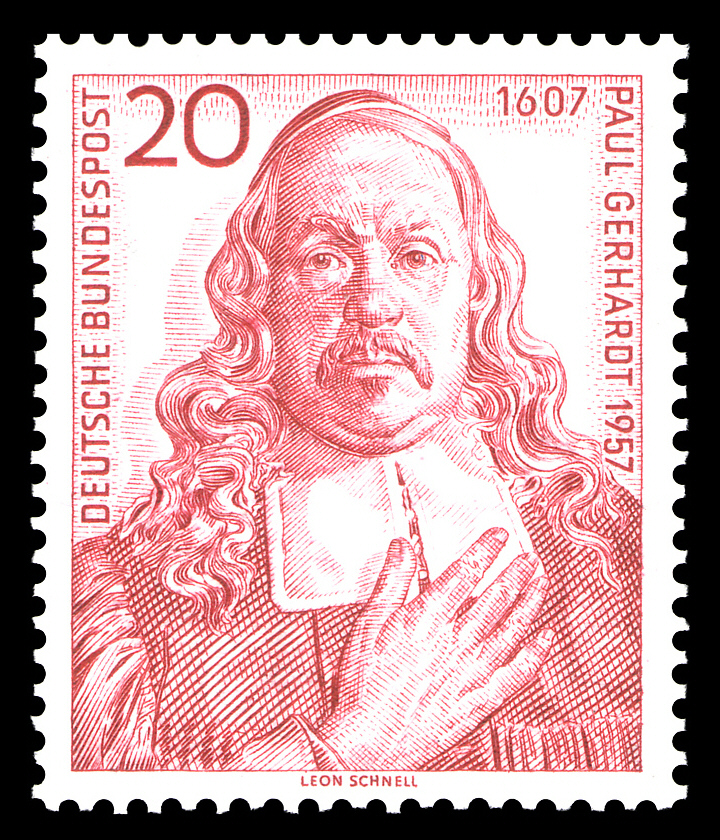
П. Герхардт на почтовой марке ФРГ 1957 года

Многие его песни стали народными; некоторые тексты использовал в своих произведениях Иоганн Себастьян Бах. В эпоху Просвещения творчество Герхардта ценилось меньше, возрождение интереса к нему связано с периодом романтизма. Сегодня произведения лютеранского поэта переведены на многие языки мира и используются в католической и реформатской церквях.
Самые известные стихи Герхарда, ставшие лютеранскими хоралами:
- О, дух мой, окрылися (Wach auf, mein Herz 1650)
- Как не петь мне гимнов Богу (Sollt ich meinem Gott nicht singen? 1650)
- К тебе несется песнь моя (Ich singe dir mit, 1653)
- Пока Христос со мною (Ist Gott fur mich, 1653)
- Предай свое хожденье (Befiehl du deine Wege, 1653)
- Лишь гость в земной я жизни (Ich bin ein Gast auf Erden, 1666)

## Признание
- Четырёхсотлетие со дня рождения Герхардта широко отмечалось в Германии. Изображен на почтовой марке ФРГ 1957 года.
- Пауль Герхардт отмечен в «Лютеранском церковном календаре» («Календаре святых») лютеранской церкви, вместе с коллегами-гимнистами Иоганнесом Херманном и Филиппом Николаи[4][5].
- В родном городе Грефенхайнихен и в г. Миттенвальде, земля Бранденбург в Германии ему установлены памятники.

## Сочинения
- Немецкая поэзия. Век Х — век ХХ. М., 1979. С. 204—212.